# Vernix
Vernix är en kommun i departementet Manche i regionen Normandie i norra Frankrike. Kommunen ligger i kantonen Brécey som tillhör arrondissementet Avranches. År 2022 hade Vernix 155 invånare.

## Befolkningsutveckling
Antalet invånare i kommunen Vernix
| Referens: INSEE |